# Cellule thermophotovoltaïque
Une cellule thermophotovoltaïque est une cellule photovoltaïque optimisée pour la conversion en électricité d'un rayonnement électromagnétique infrarouge. Cette technologie, conceptualisée par Pierre Aigrain et réalisée pour la première fois par Henry Kolm au MIT en 1956, est à présent activement investiguée de par le monde car elle permettrait d'élargir sensiblement le spectre de longueurs d'onde susceptibles d'être converties en électricité, et donc d'étendre les domaines d'application de l'énergie photovoltaïque. Elle se heurte néanmoins à des difficultés techniques qui limitent fortement le rapport de son efficacité énergétique à son coût de revient.

## Données du problème

### Matériaux semiconducteurs et bande interdite

Position relative très simplifiée de la bande de valence et de la bande de conduction dans un métal (à gauche), un semiconducteur (au centre), et un isolant (à droite).

Dans les matériaux semi-conducteurs, les électrons sont répartis en deux populations, dont les niveaux d'énergie sont définis par la structure cristalline des matériaux eux-mêmes :
- électrons de la bande de valence, qui sont fixes car liés chacun à un atome du matériau,
- électrons de la bande de conduction, qui sont mobiles et sont responsables de la conductivité électrique du matériau.

Dans les matériaux non métalliques, le niveau d'énergie le plus élevé de la bande de valence est strictement inférieur au niveau d'énergie le plus bas de la bande de conduction, la différence entre ces deux niveaux d'énergie étant appelée largeur de bande interdite. Cette grandeur vaut plusieurs électrons-volts dans les isolants, de sorte que les électrons restent confinés dans la bande de valence sans pouvoir franchir la bande interdite et peupler la bande de conduction pour rendre le matériau conducteur. En revanche, dans les semi-conducteurs, la bande interdite est assez étroite (quelques électrons-volts tout au plus) pour permettre à certains électrons suffisamment énergétiques de la franchir depuis la bande de valence, assurant une certaine conductivité au matériau en peuplant sa bande de conduction.

### Énergie des photons dans un rayonnement électromagnétique
Les photons d'un rayonnement électromagnétique monochromatique de longueur d'onde λ ont une énergie E et une impulsion p valant respectivement :
{\displaystyle E={\frac {hc}{\lambda }}},
{\displaystyle \mathbf {p} =\hbar \mathbf {k} ={\frac {h}{\lambda }}\mathbf {u} }.
Le passage d'un électron de la bande de valence à la bande de conduction d'un matériau semiconducteur nécessite toujours un apport d'énergie de quelques électron-volts ainsi qu'un changement d'impulsion (quantité de mouvement) ; l'impulsion d'un photon étant négligeable par rapport à celle d'un électron dans un matériau semiconducteur, c'est son énergie qui constitue la grandeur déterminante pour générer le photocourant : il faut qu'elle soit au moins égale à la largeur de la bande interdite pour permettre d'injecter des électrons dans la bande de conduction à partir de la bande de valence — et en fait généralement un peu plus en fonction de la quantité de mouvement de l'électron dans le cas des semiconducteurs à gap indirect.
Compte tenu des valeurs numériques des constantes de ces équations, on retient habituellement l'approximation suivante exprimannt l'énergie d'un photon en électron-volts en fonction de la longueur d'onde exprimée en micromètres :
E (en eV) ≈ 1,23984 / λ (en µm).
En conséquence, plus la longueur d'onde est faible et plus l'énergie correspondante des photons est élevée.

### Rayonnement du corps noir et loi de Planck

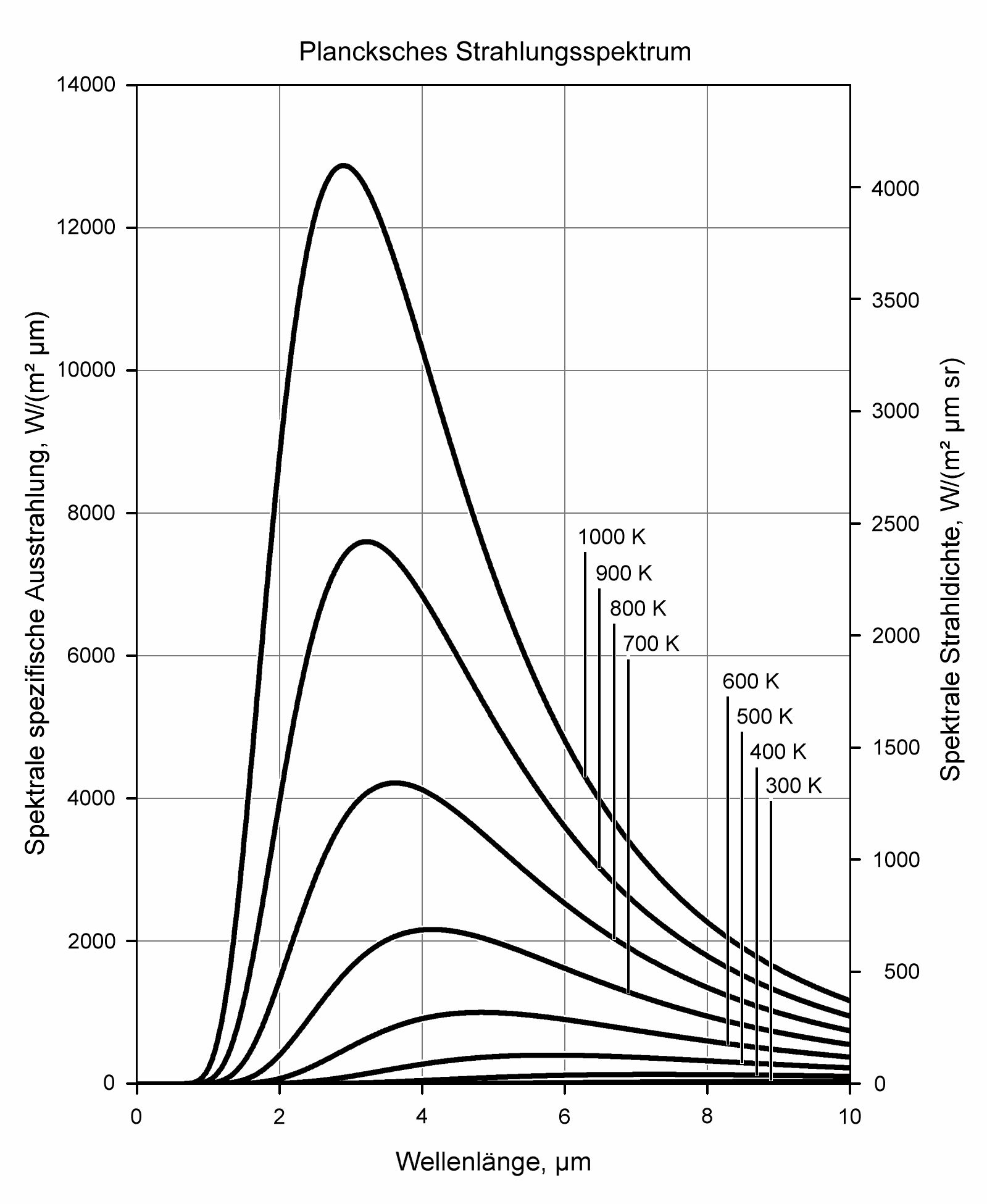
Rayonnement du corps noir à différentes températures selon la loi de Planck.

La loi de Planck exprime la distribution de la luminance énergétique en fonction de la longueur d'onde et de la température thermodynamique :
{\displaystyle L(\lambda ,T)={\frac {2hc^{2}}{\lambda ^{5}}}{\frac {1}{e^{\frac {hc}{\lambda kT}}-1}}},
ce qui donne la puissance lumineuse émise par unité de surface du corps noir dans la direction normale à cette surface, par unité d'angle solide et par unité de longueur d'onde, exprimée en W·sr-1·m-3.
La longueur d'onde d'émission maximale λmax s'obtient par la loi du déplacement de Wien :
{\displaystyle \lambda _{\mathrm {max} }={\frac {b}{T}}},
où b est la constante de Wien, qui vaut 2 897 768,5(51) nm·K, soit 249,710 66 nm·eV.
On voit ainsi par exemple que λmax = 700 nm correspond à T = 4 140 K, température la plus basse permettant d'avoir un maximum d'émission électromagnétique dans le spectre visible — ce qui ne correspond d'ailleurs pas exactement à la couleur de l'émission électromagnétique en raison de la distribution asymétrique de la luminance autour de cette valeur maximale.

### Spectre infrarouge
Les rayonnements infrarouges sont définis conventionnellement par des longueurs d'onde comprises entre 700 nm pour le proche infrarouge jusqu'à plus de 300 μm pour l'infrarouge lointain, parfois jusqu'à 1 mm selon les disciplines et les sources. En astronomie par exemple, on a coutume de définir les domaines infrarouges de la façon suivante :
- infrarouge lointain de 350-200 µm à 40-25 µm, ce qui correspond à des températures du corps noir de 10,6-18,5 K à 92,5-140 K,
- infrarouge moyen de 40-25 µm à 5 µm, correspondant à des températures de 92,5-140 K à 740 K,
- proche infrarouge de 5 µm à 1-0,7 µm, correspondant à des températures de 740 K à 3 000-5 200 K.

On comprend ainsi que les photons émis dans l'infrarouge sont moins énergétiques que ceux de la lumière visible, ce qui explique que les photons infrarouges ne soient pas convertis en électricité par les cellules photovoltaïques standard : celles-ci n'utilisent que les longueurs d'onde visibles et ultraviolettes ; l'arséniure de gallium GaAs un semiconducteur à gap direct avec une largeur de bande interdite de 1,424 eV à 300 K, il ne peut convertir en électricité que les longueurs d'onde inférieures à λ ≈ 1,23984 / 1,424 ≈ 870 nm, ce qui correspond au très proche infrarouge.

## Matériaux pour cellules thermophotovoltaïques
Afin d'être efficace dans une application thermophotovoltaïque, un matériau semiconducteur doit avant tout être caractérisé par une largeur de bande interdite aussi faible que possible. Les valeurs usuelles sont de 1,44 eV pour le tellurure de cadmium, 1,424 eV pour l'arséniure de gallium, ou encore 1,1 eV pour le silicium, ce qui est bien trop élevé puisque la majeure partie du spectre infrarouge échappe à la conversion en électricité par ce type de matériaux. Des valeurs moitié moindres seraient nécessaires pour couvrir une fraction suffisante des longueurs d'onde infrarouges.

### Cellules en Ge
Le germanium présente une largeur de bande interdite de seulement 0,66 eV, de sorte qu'il a très tôt été étudié quant à ses possibles applications thermophotovoltaïques. Il n'a malheureusement pas tenu ses promesses en raison de la masse effective très élevée des électrons dans ce matériau et du courant d'obscurité qui réduit sensiblement la tension de sortie du composant. De plus, il s'est avéré très difficile de passiver la surface du germanium, ce qui compromet fortement la possibilité de réaliser un jour industriellement des cellules thermophotovoltaïques dans ce matériau.

### Cellules en GaSb
L'antimoniure de gallium GaSb a été utilisé dès 1989 pour réaliser des cellules thermophotovoltaïques et demeure aujourd'hui encore la référence en la matière. GaSb est un semiconducteur III-V de structure cristalline zinc-blende très utilisé dans le domaine thermophotovoltaïque en raison de sa largeur de bande interdite de seulement 0,72 eV, ce qui lui permet de capter des photons sensiblement moins énergétiques que les composants photovoltaïques usuels. Ceci a permis de réaliser dès 1989 une cellule solaire GaAs/GaSb ayant un rendement de 35 %, ce qui constitua un record en la matière.
La réalisation de telles cellules en GaSb est assez simple, dans la mesure où des wafers en GaSb dopé n au tellure sont disponibles dans le commerce. Le dopage de type p peut alors être réalisé sur ces composants par diffusion en phase vapeur d'impuretés de zinc à environ 450 °C. Les contacts sont déposés à l'avant et à l'arrière par métallisation à travers des motifs gravés par photolithographie selon les techniques habituelles, avant traitement antireflet.
Les rendements actuels de ce type de cellules thermophotovoltaïques avec un corps noir à 1 000 °C sont estimés autour de 20 %, pour un rendement limite théorique de 52 % dans cette configuration, ce qui signifie que des progrès sont encore réalisables.

### Cellules en InGaAsSb
La composition relative des constituants des matériaux InGaAsSb (antimoniure et arséniure mixte de gallium et d'indium) peuvent être ajustés afin d'obtenir une bande interdite large de 0,55 eV, permettant d'atteindre un rendement quantique interne de 79 % avec un facteur de remplissage de 65 % pour un spectre d'émission d'un corps noir à 1 100 K. De tels composants ont été réalisés sur substrat GaSb par épitaxie en phase vapeur aux organométalliques, épitaxie par jet moléculaire et épitaxie phase liquide, permettant d'obtenir des rendements quantiques internes de 95 % par les deux premières méthodes et de 90 % par la troisième.
La grande difficulté de ce matériau est sa propension à l'hétérogénéité interne, par inconsistance de sa composition entraînant l'apparition de phases distinctes dans le matériau, qui nuisent fortement aux qualités électroniques de l'ensemble du composant.

### Cellules en InGaAs
La bande interdite du InGaAs de composition à adapter au paramètre de maille du substrat InP vaut 0,74 eV, ce qui est un peu plus élevé (et donc moins adapté aux infrarouges) que celle des composants à GaSb. On a pu produire des composants de ce type avec un rendement interne de 15 % et un facteur de remplissage de 69 %. Afin d'absorber des photons de plus grande longueur d'onde, il faut ajuster la composition du matériau de l'indium vers le gallium, ce qui permet de jouer sur une largeur de bande interdite allant de 0,4 eV à 1,4 eV. Cela conduit naturellement à faire varier également le paramètre de maille du réseau cristallin, d'où des contraintes à l'interface avec le substrat. On peut remédier à cela en ajustant la composition de la couche InGaAs de façon à la faire varier progressivement au cours de sa croissance sur le substrat : en procédant ainsi par épitaxie par jet moléculaire, on a pu obtenir des composants ayant un rendement quantique interne de 68 % et un facteur de remplissage de 68 %. Ce composant avait également une bande interdite de 0,55 eV obtenue avec la composition In0,67Ga0,33As.
L'avantage des composants en InGaAs est de reposer sur un matériau à la technologie bien maîtrisée, dont on est capable d'ajuster avec une grande précision la composition afin d'obtenir le paramètre de maille ou la largeur de bande interdite souhaitée. On peut ainsi faire croître de telles couches minces sur substrat germanium avec un parfait accord de maille pour la composition In0,015Ga0,985As et très peu de défauts cristallins, un tel substrat présentant un indéniable avantage en termes de coût par rapport à des substrats plus élaborés et difficiles à produire.

### Cellules en InPAsSb
L'alliage quaternaire InPAsSb a été obtenu par épitaxie en phase vapeur aux organométalliques et épitaxie en phase liquide. Ajusté au paramètre de maille du substrat InAs, sa bande interdite a une largeur allant de 0,3 eV à 0,55 eV. L'intérêt de systèmes thermophotovoltaïques à base de matériaux ayant une bande interdite aussi étroite n'a pas encore été suffisamment investigué, de sorte que les cellules correspondantes n'ont pas été optimisées et que leurs performances n'ont pas été rendues compétitives. Néanmoins, l'obtention de rendements quantiques internes élevés aux grandes longueurs d'onde avec les matériaux à bande interdite étroite est rendue difficile par l'augmentation des phénomènes de recombinaison Auger.